# Manos Loïzos
Manos (Emanuil) Loïzos (griechisch Μάνος (Εμμανουήλ) Λοΐζος, ins Deutsche und Englische auch mit Manos Loizos und Loisos transliteriert; * 22. Oktober 1937 in Alexandria, Ägypten; † 17. September 1982 in Moskau, Sowjetunion) war ein griechischer Komponist.

## Leben
Emanuil „Manos“ Loïzos wurde 1937 als Sohn von Despina Manakri und Andreas Loizos in Alexandria geboren; manche Quellen führen auch Agii Vavatsinias bei Larnaka auf Zypern als seinen Geburtsort an. Mit Sicherheit war Loizos ab seinem 7. Lebensjahr in Alexandria. Er besuchte dort bis 1955 das Gymnasium Averofio (Αβερώφειο Γυμνάσιο Αλεξάνδρειας), wo er seinen Schulabschluss machte. Mit 7 Jahren begann er Geige zu lernen und dann Gitarre. Er nahm an der Musikschule Ethniko Odio Alexandrias (Εθνικό Ωδείο της Αλεξάνδρειας) Unterricht. Mit 17 Jahren zog er nach Athen, um Pharmakologie zu studieren.
Nachdem er sein Studium aufgegeben hatte, wendete er sich im Folgenden als völliger Autodidakt der Musik zu. Um Karriere als Musiker zu machen, hielt er sich mit verschiedenen Jobs über Wasser, unter anderem spielte er in Kneipen mit Live-Musik. Mimis Plessas, der sein Talent erkannt hatte, verwandte sich 1962 für Loïzos bei einer Plattenfirma und so konnte er sein erstes Lied namens Straßenlied (Τραγούδι του δρόμου) aufnehmen. Es ist eine Vertonung von Federico García Lorcas Gedicht mit griechischer Übersetzung.
1962 gründete Loïzos mit anderen den Verein zur Förderung der griechischen Musik (Σύλλογο Φίλων Ελληνικής Μουσικής (ΣΦΕΜ)) mit dem Ziel, besonders die Musik des griechischen Komponisten Mikis Theodorakis aber auch andere junge Komponisten zu unterstützen. Bald traten andere Musiker dem Verein bei wie Dionysis Savvopoulos, Maria Farantouri, Manos Eleftheriou und Giannis Markopoulos. Loizos übernahm die Chorleitung des Vereins und trat im Sommer bei der Uraufführung von Theodorakis Stück Schöne Stadt (Όμορφη Πόλη) auf.
1965 heiratete er die Kinderbuchautorin Mara Limnou. Ein Jahr später wurde die gemeinsame Tochter geboren. In den 60er Jahren schrieb Loizos Filmmusik und Musik zu Theaterstücken. Ein zu dem griechischen Film Evdoxia geschriebenes Stück To Zembeikiko tis Evdoxias (Το ζεϊμπέκικο της Ευδοκίας) wurde ein Klassiker der griechischen Musik.
Während der Griechischen Militärdiktatur geriet er wegen seiner politischen Anschauungen immer wieder ins Visier der Polizei. 1973 wurde er nach dem Aufstand am Polytechnio Athens verhaftet und 10 Tage eingesperrt. Nach dem Fall der Junta beteiligte er sich an vielen großen antifaschistischen Konzerten und konnte nun auch seine von der Zensur verbotenen Lieder auf dem Album Straßenlieder veröffentlichen. Der überzeugte Kommunist führte ein aktives politisches Leben und war auch Mitglied der Kommunistischen Partei Griechenlands (KKE).  In den Jahren 1974–1977 wurde er zu einem der wichtigste Vertreter politischer Lieder in Griechenland. 1978 übernahm er den Vorsitz des Verbandes griechischer Komponisten (Ένωσης Μουσικοσυνθετών Ελλάδας) und leistete Pionierarbeit bei der Gründung einer Urheberrechts-Sammelstelle.
Loïzos schrieb einige der bis heute beliebtesten griechischen Lieder und arbeitete unter anderem mit den Liedtextern Manolis Rasoulis, Leftheris Papadopoulos und Nâzım Hikmet zusammen. Seine Lieder charakterisieren Lyrik und Ausdrucksstärke, sie werden der Laïki Mousiki und dem Entechno Tragoudi zugerechnet und von Giorgos Dalaras, Haris Alexiou, Vasilis Papakonstantinou, Giannis Parios, Dimitra Galani und vielen anderen gesungen. Alben mit seiner Musik wurden auch noch posthum herausgegeben.
Er starb 1982 in einem Moskauer Krankenhaus, nachdem er bereits mehrere Schlaganfälle erlitten hatte.

## Diskografie (Auswahl)
- 1968 Ο Σταθμός (Die Station)
- 1970 Θαλασσογραφίες (Bilder des Meers)
- 1971 Ευδοκία (Evdoxia, Filmsoundtrack)
- 1972 Να χαμε τι να χαμε (Verlieren, was zu verlieren ist)
- 1974 Καλημέρα ήλιε (Guten Morgen, Sonne)
- 1974 Τα τραγούδια του δρόμου (Straßenlieder)
- 1975 Τα Νέγρικα (Die Schwarzen, gesungen von Maria Farantouri)
- 1976 Τα τραγούδια μας (Unsere Lieder)
- 1979 Πρώτες εκτελέσεις (Erste Ausführungen)
- 1979 Τα τραγούδια της Χαρούλας (Die Lieder von Haroula)
- 1980 Για μια μέρα ζωής (Für einen Tag eines Lebens)
- 1983 Γράμματα στην αγαπημένη (Briefe an die Geliebte)
- 1985 Ο δρόμος του Μάνου (Der Weg von Manos)
- 1985 Αφιέρωμα από το Ολυμπιακό στάδιο (Widmung aus dem Olympiastadion)
- 1992 Οι μπαλάντες του Μάνου (Die Balladen von Manos)
- 1995 Κάτω από ένα κουνουπίδι (Unter einem Blumenkohl)
- 1997 Ενθύμιο Τρυφερότητας (Andenken an die Zärtlichkeit)
- 2002 Εκτός Σειράς. Σαράντα σκόρπιες ηχογραφήσεις
- 2003 Τα τραγούδια του Σεβάχ (Die Lieder von Sevach)
- 2007 Αφιέρωμα στον Μάνο Λοΐζο (Manos Loïzos gewidmet, gesungen von Haris Alexiou)